# Piccolomini (hố)
Piccolomini là một hố Mặt Trăng (hố va chạm) nằm ở phần phía đông nam của Mặt Trăng. Hố được đặt tên theo sau tổng giám mục và nhà thiên văn học người Ý thế kỷ 16 Alessandro Piccolomini. Hố Rothmann nằm ở phía tây-tây nam, và hố Stiborius nằm ở phía nam của hố. Chiều dài của dốc đứng Rupes Altai bắt đầu từ vành phía tây của hố Piccolomini, xong đó cong về phía tây bắc. Hố có đường kính 88 km và độ sâu 4,500 m. Hố xuất hiện từ Kỷ Imbrian, từ 3,8 đến 3,2 tỉ năm về trước.

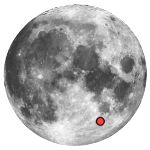
Vị trí của hố Piccolomini trên Mặt Trăng.

Vành của hố không bị hoàn toàn xói mòn bởi va chạm, và lớp tường bên trong của hố sở hữu những bậc thang rộng. Những bậc thang này phần nào được làm mượt bởi xói mòn và lở đất, như thể bị tác động bởi hoạt động địa chất. Nhiều vật chất có thể thâm nhập vào từ vành phía bắc, và chảy xuống hố. Thềm hố tương đối bằng phẳng với một vài đồi núi nhỏ và hố va chạm nhỏ. Ở giữa là một đỉnh trung tâm phức hợp được bao vây bởi các núi nhỏ xung quanh. Đỉnh có chiều cao 2,0 km tính từ thềm hố.

## Hố vệ tinh
Theo quy ước, những tính chất này được xác định trên bản đồ bằng cách đặt từng chữ cái là tâm của các hố vệ tinh gần với Piccolomini nhất.
| Piccolomini | Vĩ độ   | Kinh độ | Đường kính |
| ----------- | ------- | ------- | ---------- |
| A           | 26.4° N | 30.4° Đ | 16 km      |
| B           | 25.8° N | 30.5° Đ | 12 km      |
| C           | 27.6° N | 31.1° Đ | 26 km      |
| D           | 26.9° N | 32.2° Đ | 17 km      |
| E           | 26.1° N | 31.8° Đ | 18 km      |
| F           | 26.3° N | 31.8° Đ | 72 km      |
| G           | 27.2° N | 34.7° Đ | 18 km      |
| H           | 27.9° N | 27.6° Đ | 9 km       |
| J           | 25.0° N | 30.1° Đ | 28 km      |
| K           | 25.7° N | 29.7° Đ | 8 km       |
| L           | 26.1° N | 33.7° Đ | 12 km      |
| M           | 27.8° N | 31.8° Đ | 23 km      |
| N           | 27.3° N | 26.2° Đ | 9 km       |
| O           | 26.6° N | 30.5° Đ | 11 km      |
| P           | 30.4° N | 35.9° Đ | 12 km      |
| Q           | 30.8° N | 36.4° Đ | 14 km      |
| R           | 29.3° N | 35.3° Đ | 16 km      |
| S           | 31.6° N | 34.1° Đ | 21 km      |
| T           | 28.5° N | 29.0° Đ | 8 km       |
| W           | 26.8° N | 29.2° Đ | 6 km       |
| X           | 26.9° N | 31.5° Đ | 8 km       |